# Dendropemon uniflorus
Dendropemon uniflorus là một loài thực vật có hoa trong họ Loranthaceae. Loài này được (Jacq.) Steud. mô tả khoa học đầu tiên năm 1840.